# Baleària
Baleària (Baleària Eurolíneas Maritimes) est une entreprise de transport maritime, d'origine espagnole. 
Son siège se situe à Dénia (Alicante) et elle est présidée par Adolfo Utor. Elle appartient à Adolfo Utor (57,5%), président de la compagnie, et au groupe Matutes (42,5%). La compagnie maritime relie quotidiennement les îles des Baléares avec la péninsule Ibérique et dessert les ports de Barcelone, Valence et Dénia. Elle est l'unique compagnie du secteur qui propose des connexions inter-insulaires entre les quatre îles habitées de l'archipel des Baléares. Elle relie en outre les ports de Ceuta et de Melilla avec des ports péninsulaires espagnols. 
Elle s'est donné un ambitieux plan de développement international. Elle exploite les lignes Algesiras-Tanger (le Maroc) et Barcelone , Valence-Mostaganem (Algérie). Depuis l'année 2011, elle organise des liaisons entre les États-Unis et les Bahamas, sous la marque Baleària Caribbean. 
En 2016, cette compagnie a transporté 3,5 millions de passagers et 5 millions de mètres linéaires de charge roulée. Sa flotte se compose de 25 navires (certains en pleine propriété, d'autres affrétés) ; elle emploie quelque 1.500 personnes. Soumise aux législations de nature écologique, Baleària développe une approche écoresponsable de ses activités, en modernisant régulièrement sa flotte.

## Histoire
1998: Baleària est créée par un groupe de cadres, de capitaines et d'officiels de l'ancienne compagnie maritime Flebasa. Dès sa création, elle est présidée par Adolfo Utor. L'activité débute avec les lignes Dénia-Ibiza-Palma et Ibiza-Formentera.
2001: le premier navire à grande vitesse entre dans la flotte : le Federico García Lorca, placé sur la ligne Dénia-Ibiza-Palma. Il concrétise l'arrivée du transport rapide entre la Péninsule et les îles Baléares, avec un temps record de traversée de deux heures.
2003: la compagnie inaugure la ligne Algeciras- Tanger. 
Également, c'est l'année de la fusion-absorption de la division maritime du groupe Matutes et l'entrée de ce chef d'entreprise au capital, à hauteur de 42,5%.
2004: naît la Fundació Baleària avec l'objectif de fortifier la communication et les relations entre les habitants des territoires où opère la compagnie.
2006: la compagnie inaugure la première liaison directe de grande vitesse de l'histoire entre Formentera et la Péninsule avec le bateau à grande vitesse, ou fast ferry, Nixe. II réalise le trajet en deux heures. La ligne Barcelone-Palma, à Majorque complète l'offre de transport maritime depuis Barcelone avec les Baléares. Les premières liaisons entre Ceuta et Algesiras sont réalisées avec un bateau de grande vitesse. 
2007: la compagnie consolide sa présence dans le marché des communications maritimes dans le Détroit de Gibraltar avec l'acquisition de la compagnie Buquebús España. 
2008: la société passe commande du nouveau ferry  Martín i Soler, au chantier naval français HJ Barrières. Ce bateau fait partie d'une série de quatre commandes à ce chantier naval. L'ensemble représente un investissement de l'ordre de 350 millions d'euros, améliorant la vitesse et la qualité des prestations aux passagers. 
2009: les ferries+ Martín i Soler et el Passió per Formentera entrent dans la flotte.
2010: les ferries de nouvelle génération SF Alhucemas et Abel Matutes entrent dans la flotte de Balearia. Ils matérialisent un nouveau concept dans lequel priment le confort et les services à bord.
2011: en s'ouvrant davantage à l'international, la compagnie inaugure une nouvelle ligne dans les Caraïbes entre Fort Lauderdale (États-Unis) et Grand Bahama sous la marque Bahamas Express. 
2012: le transporteur crée le concept de "Baleària Fun&Music", offre nouvelle orientée vers le divertissement à bord. 
2013: inauguration de la nouvelle gare maritime de Dénia que le groupe de Baleària exploite depuis 25 ans et où la société de transport a situé son siège social.
2015: les bateaux Visemar One et Puglia participent à l'évacuation du bateau "Sorrento"de la compagnie Trasmediterránea après son fatal incendie à bord. Le Puglia a recueilli tous les passagers, ainsi que l'équipage du bateau incendié qui se trouvaient à la dérive dans les canots de sauvetage.
2016: Baleària lance la construction d'un navire auprès du chantier naval Construcciones Navales del Norte (La Naval). Un "Smart Ship" de 232 mètres est prévu pour 2019. Son coût prévisionnel avoisine 187 millions d'euros. Il sera propulsé au Gaz Naturel Liquéfié (GNL). La compagnie commence à opérer entre Valence et le port de Mostaganem (Algérie), de même qu'entre Melilla et les ports de Málaga et Almería.
2017: la ligne entre Almeria et Nador, au Maroc, est inaugurée et la compagnie à quitte la ligne le 15 septembre 2017 en raison de n'avoir pas eu l'autorisation des autorités marocaines pour continuer la ligne. Le Regina Baltica entre en service, de Valence à Mostaganem. Deux nouvelles unités propulsées au Gaz Naturel Liquéfié sont commandées auprès du chantier naval italien Vinsentini.

## La flotte

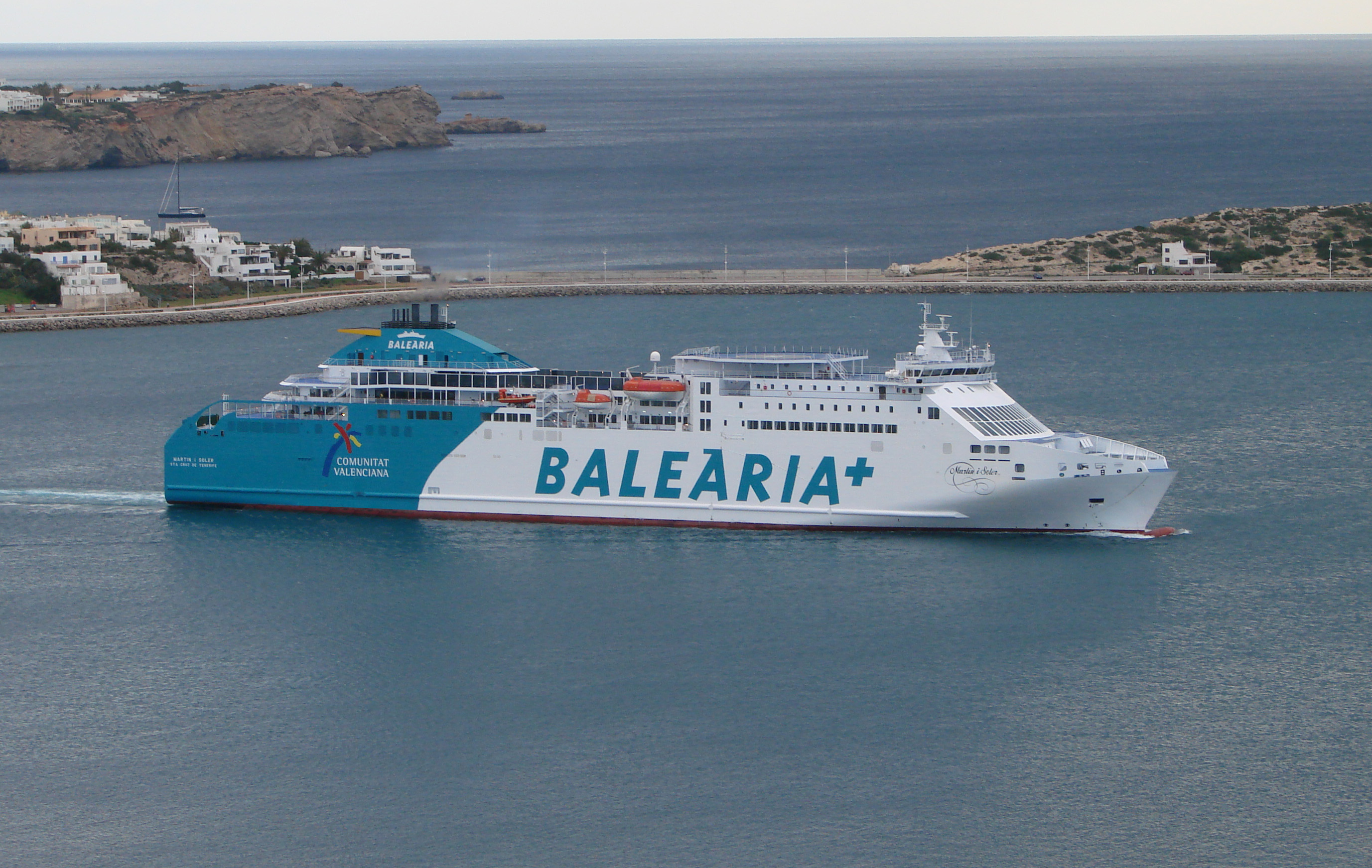
Ferry Martin y Soler

### Ferry
- Hypatia de Alejandría
- Rusadir
- Cap de Barbaria
- Marie Curie
- Martín i Soler
- Passió per Formentera
- Bahama Mama (précédemment : SF Alhucemas).
- Abel Matutes

- Hedy Lamarr  (précédemment Visemar One)
- Poeta López Anglada
- Posidonia
- Sicilia
- Nápoles
- Virot
- Dénia Ciutat Creativa
- Regina Baltica
- Rosalind Franklin
- Ciudad de Mahon

### Fast Ferry
- Nixe
- Eleanor Roosevelt
- Ramon Llull
- Avemar Dos
- Jaume I
- Jaume II (filiale Baleària Caribbean).

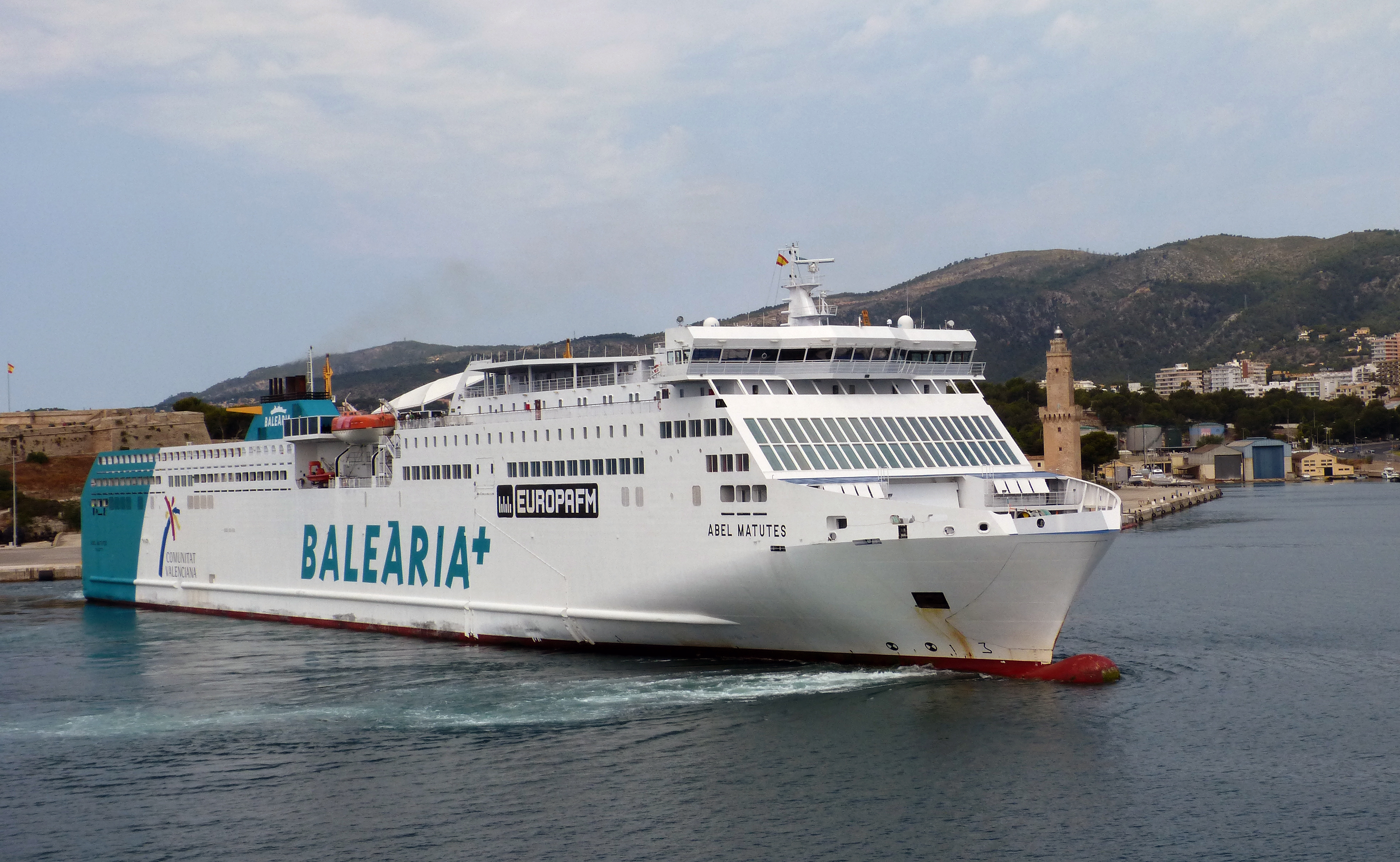
Ferry Abel Matutes

- Jaume III
- Margarita Salas
- Formentera Direct
- Cecilia PayneFerry Abel Matutes

### Eco Fast Ferry
- Eco Aqua
- Eco Lux
- Eco Terra
- Eco Aire

### Les navires de dernière génération
Baleària a engagé un profond plan de rénovation de sa flotte, depuis 2009. Doté d'un financement d'environ 350 millions d'euros, cet investissement place la société dans une position privilégiée pour disposer de la flotte de ferries les plus modernes du bassin méditerranéen espagnol. Le Martín i Soler (2009), le Passió par Formentera (2009), le Bahama Mama (2010) ou encore, l'Abel Matutes (2010) forment une nouvelle génération de navires innovants. Ils ont tous été construits par le chantier naval Hijos de J. Barreras de Vigo.
Ces navires sont essentiellement caractérisés par leur durabilité, en plus d'un design et des services orientés vers le confort du passager. Une autre des caractéristiques qui les distinguent, c'est la vitesse de navigation : autour de 23 nœuds, supérieure à celle des ferries classique, avec l'avantage de consommer moins de carburant ce qui permet de réduire les émissions de CO2. D'autre part, les innovations techniques qu’ils intègrent permettent aux passagers une traversée agréable même en cas de conditions météorologiques défavorables. 
L'objectif de Baleària reste de faire du voyage nautique une expérience agréable, voire innovante, grâce à des navires modernes, pensés pour les passagers, dotés de services à bord, dans une optique de service de qualité supérieure.
Nouveau smartship éco performant
La société est une référence en matière de service, d'innovation et de responsabilité sociale dans le secteur du transport maritime espagnol. En plus d'être un pionnier dans l'utilisation de gaz naturel liquéfié en Espagne et de l'exploration des technologies "r+D+I", le transporteur se distingue par la recherche de navires dits "intelligents", éco-efficaces, équipés des techniques les plus récentes. 
En outre, ce futur navire sera le premier ferry à passagers alimenté par du gaz naturel liquéfié naviguant en Méditerranée. Cet engagement dans la transition écologique et le développement durable mêle au même plan la préservation de l'environnement et l'engagement de service aux voyageurs.

## Lignes maritimes desservies
- Alcúdia (Majorque) – Ciutadella (Minorque)
- Algesiras – Ceuta
- Algesiras – Tanger Med
- Alméria - Nador
- Barcelone - Alcúdia (Majorque) - Ciutadella (Minorque)
- Barcelone - Alger
- Barcelone - Ibiza - Palma (Majorque)
- Barcelone - Oran
- Dénia – Ibiza - Palma  (Majorque)
- Ibiza – Formentera
- Melilla - Almería
- Melilla - Málaga
- Tarifa - Tanger Ville
- Valence - Ibiza
- Valence - Palma (Majorque)
- Valence - Mostaganem

- Fort Lauderdale (États-Unis)- Freeport (Grand Bahama) (Filiale Balearia Carribean)